# Earl Long
Earl Kemp Long, född 26 augusti 1895 i Winnfield, Louisiana, död 5 september 1960 i Alexandria, Louisiana, var en amerikansk demokratisk politiker. Han var Louisianas guvernör 1939–1940, 1948–1952 och 1956–1960. Innan dess var han Louisianas viceguvernör 1936–1939. Han tillhörde den politiska dynastin Long och var yngre bror till "kungsfisken" (The Kingfish) Huey Long. Själv kallade Earl Long sig Last of the Red Hot Poppas.

## Ungdom
Earl Long studerade vid Tulane University och avlade sedan juristexamen vid Loyola University New Orleans.

## Guvernör
År 1936 tillträdde han ämbetet som viceguvernör fyra år efter att ha förlorat sin första viceguvernörskampanj. År 1939 efterträdde han Richard W. Leche som guvernör och efterträddes 1940 av Sam H. Jones. Long återvände 1948 till ämbetet för en fyraårig mandatperiod och 1956 tillträdde han som guvernör en tredje gång.

## Psykiska problem
Under den sista mandatperioden tillbringade Long en tid på mentalsjukhus. Han lyckades återvända till arbetet och sitta kvar till mandatperiodens slut. Utan framgång kandiderade han till en andra mandatperiod som viceguvernör. 1960 vann han sedan demokraternas primärval i ett val till USA:s representanthus men avled i en hjärtattack senare samma år. 

## Gravplats
Earl Longs gravplats är i Earl K. Long Memorial State Park i Winnfield. Gravmonumentet pryds av en staty.